# Postamt (Rottach)

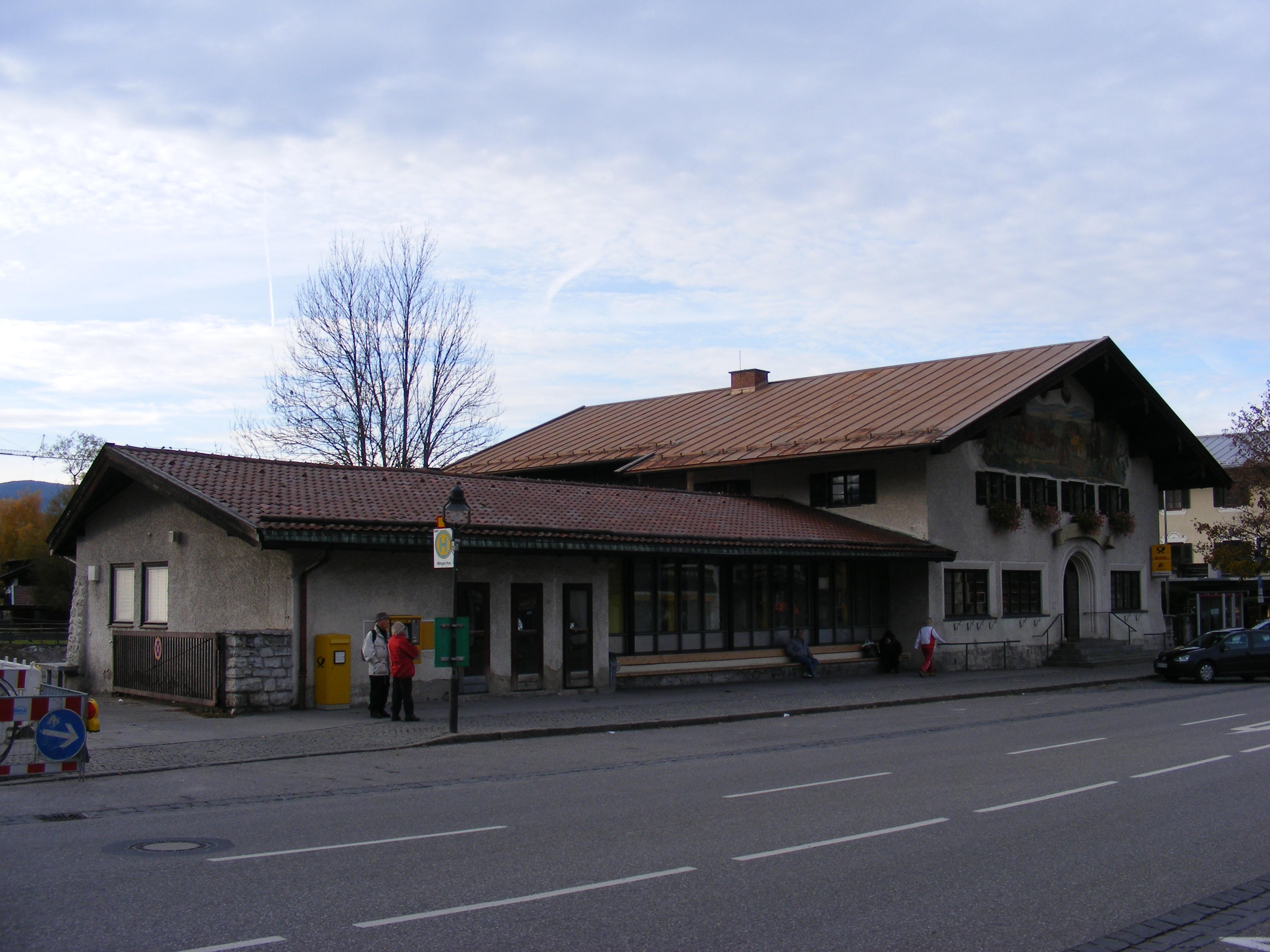
Postamt in Rottach-Egern

Das Postamt in Rottach, einem Ortsteil der Gemeinde Rottach-Egern im oberbayerischen Landkreis Miesbach, wurde 1926 errichtet. Das Postamt mit der Adresse Nördliche Hauptstraße 11 ist ein geschütztes Baudenkmal. 
Das Gebäude wurde nach Plänen des Münchener Architekten Franz Holzhammer erbaut. Der zweigeschossige Flachsatteldachbau im versachlichten Heimatstil besitzt ein großes Wandgemälde im Giebelfeld, das von  August Brandes geschaffen wurde. Der Zugang zum rundbogigen Portal erfolgt über eine vierstufige Freitreppe. 
Die Erweiterung des Gebäudes erfolgte im Jahr 1935.